# Die Sensationsreporterin
| Figur          | Darsteller      | Deutscher Sprecher    |
| -------------- | --------------- | --------------------- |
| Mike Gallagher | Paul Newman     | Gert Günther Hoffmann |
| Megan Carter   | Sally Field     | Cornelia Meinhardt    |
| Elliot Rosen   | Bob Balaban     | Lutz Mackensy         |
| Teresa Perrone | Melinda Dillon  | Joseline Gassen       |
| Malderone      | Luther Adler    | Arnold Marquis        |
| Waddell        | Barry Primus    | Joachim Kerzel        |
| McAdam         | Josef Sommer    | Günther Ungeheuer     |
| Davidek        | John Harkins    | Horst Niendorf        |
| Quinn          | Don Hood        | Michael Chevalier     |
| Wells          | Wilford Brimley | Walter Reichelt       |

Die Sensationsreporterin (englisch Absence of Malice ‚Ohne Vorsatz‘) ist ein US-amerikanischer Spielfilm aus dem Jahr 1981 von Sydney Pollack mit Paul Newman und Sally Field in den Hauptrollen. Die deutsche Synchronisation wurde von der Synchronfirma Berliner Synchron GmbH Wenzel Lüdecke erstellt und Arne Elsholtz war verantwortlich für das Dialogbuch und die Dialogregie.

## Handlung
In Miami ist seit einem halben Jahr der Gewerkschaftsführer Joey Diaz spurlos verschwunden. Die Ermittlungen in dem Fall leitet Elliot Rosen, und er hat nicht die geringste Spur. Er steckt der Reporterin Megan Carter, die für die fiktive Zeitung Miami Standard arbeitet, dass gegen Mike Gallagher ermittelt wird. Gallagher betreibt in Miami einen Spirituosengroßhandel. Sein verstorbener Vater war Alkoholschmuggler und Mitglied der örtlichen Mafia. Rosen glaubt, dass er über ihn an den verschwundenen Diaz herankommt. Carter schreibt einen Artikel über die Ermittlungen gegen Gallagher. Der völlig unschuldige Gallagher steht plötzlich öffentlich am Pranger und erhält keine Möglichkeit, seine Unschuld zu beweisen. Der Skandal treibt ihn fast in den wirtschaftlichen Ruin. Carter spürt, dass er unschuldig ist, und trifft sich regelmäßig mit ihm. Sie verliebt sich in den attraktiven Mann.
Ein Gespräch mit der unsicheren Teresa, um die sich Gallagher seit ihrer Kindheit kümmert, gibt ihr die Möglichkeit, diesen öffentlich reinzuwaschen. Teresa war am Tag von Diaz’ Verschwinden mit Gallagher in Atlanta, wo sie eine Abtreibung durchführen ließ. Gallagher hat ein Alibi. Das katholische Mädchen bittet Carter jedoch, ihre Geschichte nicht mit den für sie beschämenden Details zu veröffentlichen. Aber gerade diese Details beweisen Gallaghers Unschuld. Am Tag der Veröffentlichung des Artikels nimmt sich Teresa das Leben. Carter erkennt ihre Schuld am Tod des Mädchens und verrät Gallagher, dass Rosen ihr Informant war.
Nun beginnt Gallagher einen Rachefeldzug gegen die ermittelnden Behörden. Er lockt den Staatsanwalt Quinn in eine Falle. Er nötigt ihn, in einer Pressekonferenz zu bekennen, dass die Ermittlungen gegen ihn eingestellt sind und auf Fehlern der Behörde beruhten. Gallagher bekommt den Artikel, der ihn reinwäscht. Rosen ermittelt jetzt jedoch inoffiziell gegen den Staatsanwalt. Gallagher hat durch Spenden eine Spur gelegt, die den Staatsanwalt als bestechlich erscheinen lassen. Carter erhält Einblick in die Akten, die erneut Zweifel an Gallaghers Unschuld aufkommen lassen. Erneut schreibt sie einen Artikel, der den angeblichen Skandal öffentlich macht.
Nun übernimmt der Bundesbeamte Wells die Ermittlungen und lädt sämtliche Beteiligten zu einer Unterredung vor. Wells erkennt, dass die Geschichte fingiert ist, erhält jedoch keine Beweise dafür. Gallagher kommt frei, da ihm die Bestechung nicht nachzuweisen ist. Der Staatsanwalt wird diskreditiert seine Stelle verlieren und Rosen wird aufgrund seiner Methoden entlassen und angeklagt. Wells sorgt auch dafür, dass die Presse nun über den Fall berichtet, wie er sich abgespielt hat, und so wird auch Carter aufgrund ihrer Beziehung zu Gallagher und ihrer nicht ausreichend recherchierten Sensationsgeschichte von den eigenen Kollegen als Journalistin diskreditiert.
Carter hat vor, die Stadt zu verlassen und in ihre Heimat nach Berkshire zurückzukehren, und Gallagher hat sich dazu entschlossen, mit seinem Boot in unbekannte Gefilde aufzubrechen.

## Rezeption
Die Sensationsreporterin erhielt ein gutes Presseecho, was sich auch in den Auswertungen US-amerikanischer Aggregatoren widerspiegelt. So erfasst Rotten Tomatoes größtenteils positive Besprechungen und ordnet den Film dementsprechend als „Frisch“ ein. Laut Metacritic fallen die Bewertungen im Mittel „Grundsätzlich Wohlwollend“ aus.

„Ein spannender und intelligent konstruierter gesellschaftskritischer Film zum Thema Medien-Ethik, der die Verantwortung des einzelnen betont; perfekt inszeniert und gespielt.“

„Hinter all dem verworrenen Blendwerk aus kleinkarierter Verschwörung sowie der Gegenüberstellung von Ethik, ‚Professionalität‘, öffentlichem Interesse und persönlicher Moral bekommen wir am Ende zwei attraktive Opfer am selben Haken, die sich unaufhaltsam ihren Weg erstreiten über eine kleine Hürde der Demokratie.“

Der Film nahm 1982 am Wettbewerb der Berlinale teil. Sydney Pollack erhielt von der Jury eine lobende Erwähnung. Die Leserjury der Berliner Morgenpost zeichnete den Film als besten Film des Festivals aus. Sally Field und Kurt Luedtke waren im selben Jahr für einen Golden Globe Award nominiert. 1982 erhielt Luedtke für sein Drehbuch zudem eine Oscarnominierung, außerdem waren Paul Newman und Melinda Dillon für einen Oscar nominiert.

## Belege und weiterführende Informationen
1. ↑  Die Sensationsreporterin. In: Deutsche Synchronkartei. Abgerufen am 17. Dezember 2017.
2. 1 2  Die Sensationsreporterin. In: Rotten Tomatoes. Fandango, abgerufen am 27. Dezember 2024 (englisch, aggregiert aus 27 Kritiken).
3. 1 2  Die Sensationsreporterin. In: Metacritic. Abgerufen am 27. Dezember 2024 (englisch, aggregiert aus 12 Kritiken).
4. ↑  Michael Betzold: Kritik zu Die Sensationsreporterin (Memento vom 2. August 2021 im Internet Archive) bei AllMovie (englisch)
5. ↑  Die Sensationsreporterin. In: Lexikon des internationalen Films. Filmdienst, abgerufen am 9. Juli 2017.
6. ↑  Review. In: Time Out. 10. September 2012, abgerufen am 24. August 2024 (englisch): „For all the smokescreen convolutions of legalistic conspiracy and juxtapositions of ethics, 'professionalism', public interest and private morality, we're basically presented with two attractive victims on the same hook who will inevitably spar their way past one of democracy's little hiccups.“